# Sawthis
Sawthis – thrashmetalowy zespół z Turynu we Włoszech.

## Historia
Zespół powstał w 1997 r. jako "Sothis". W 2001 nazwa grupy została zmieniona na SAWTHIS Zostaje wydane pierwsze demo The Seven Lies. W roku 2002 kolejne demo Instinct. Grupa od samego początku jest charakterystycznym wykonawcą nowoczesnej formy melodyjnego Thransh-metalu z częściowym wykorzystaniem dziwękow orientalnych. Nastawieni na grę na żywo dzieląc scenę z wieloma międzynarodowymi renomowanymi zespołami takimi jak:Lucana Coil, Entombed, Impaled Nazarene, Shaman, Konkhra i wiele innych. W roku 2003 zespół podpisał kontrakt z "Temple Of Records" i w kwietniu 2006r wydał swój debiutancki album Fuzion. W całej Europie album spotkał z pozytywną reakcja zarówno ze strony prasy jak i fanów. Kolejna kampania na żywo tym razem z Destruction, Anathema, Sybreed, Imparet Nazarene, Extrema, Sadist, Necrodeath, i Assassin. W międzyczasie rozpoczęto prace nad teledyskiem Bayond The Bound, który został wydany w 2007r. Rok 2009 zespół podpisuje kontrakt z "Scarlet Records" i wchodzi do studia by nagrać drugi album Egod Kolejne koncerty z polskimi weteranami death metalu Vader w całej Europie Wschodniej oraz serii udanych koncertów z The Haunted, Primal Fear, Cattle Decapitaton, Bulldozer, God Dethronet. W tym samym okresie zostaje wydany teledysk do utworu Act Of Sorrow. Nieustanna aktywność koncertowa Sawthis trwała do roku 2012 gdzie byli wspierani przez ja Sepultura podczas ich Europejskiej trasy. Zagrali również z Korn na Spiritof Burgas Festiwal. Nowy kontrakt z "Bakerteam Records" i nowy trzeci album "Youniverse" trafia do sklepów we wrześniu 2013r .Youniverse jest to album gdzie główna koncepcja skupiała się na temacie wielu zaburzeń osobowości i do piosenki Disturbed zaproszono gościa specjalnego Rob Carvestany z Death Angel. po wydaniu albumu Sawthis kolejną trasę koncertową "Youniverse East European Tour 2013" po Europie grając kilka koncertów z Children Of Bodom Kolejny teledysk powstaje w kwietniu 2014 "The Crowded Room".

## Dyskografia

### Demo
- 2001: "The Seven Lies"
- 2002: "Instinct"

### Albumy
- 2006: "Fusion"
- 2010: "Egod"
- 2013: "Youniverse"

### Teledyski
- 2007: "Beyond TheBound"
- 2011: "Act Of Sorrow"
- 2014: "The Crowded Room"

## Skład
- Alessandro Falà - wokal
- Adriano Qaranta - gitara
- Janos Murr i - gitara
- Gaetano Ettorre - bas
- Michele Melchiorre - perkusja